# Sulogup
Der Sulogup ist ein Berg im osttimoresischen Verwaltungsamt Lolotoe (Gemeinde Bobonaro). Er befindet sich im Zentrum des Sucos Opa, im Norden der Aldeia Raimea. Er hat eine Höhe von 797 m.
Nordwestlich liegt der Berg Gubulba (906 m) und der Ort Lolotoe, der Hauptort des Verwaltungsamtes. Östlich befindet sich der Nebengipfel Lolo Beleasu (764 m) und nördlich das Dorf Ames. Nach Süden hin fällt das Land hinab zum Fluss Foura.